# ПТТ музеј у Београду
ПТТ музеј-(Поштанско-телеграфско-телефонски музеј) у Београду, функционише као музеј у саставу Јавног предузећа "Пошта Србије". Налази се у улици Мајке Јевросиме број 13. ПТТ музеј је основан ради заштите, прикупљања, проучавања и излагања предмета и докумената везаних за рад и развој поштанског, телеграфског и телефонског саобраћаја на територији Србије. Репрезентативна зграда је дело знаменитог архитекте Момир Коруновића и изведена је у модерном српско-византијском стилу.

## Историјат

### Оснивање и прикупљање експоната
Оснивање музеја је припремано пре Првог светског рата, почело је и формирање мале збирке марака и ПТТ старина, али она је уништена током рата.
Поштанско-телеграфско-телефонски музеј у Београду основан је 31. јула 1923. године, када је Министарство пошта и телеграфа Краљевине Срба, Хрвата и Словенаца донело Правилник о музеју. Музеј је основан са задатком да прикупља и чува поштанске марке и обележја Краљевине Срба, Хрвата и Словенаца, скице поштанских зграда и превозних средстава, натписне плоче, слике заслужних особа из струке, службена одела, телеграфске и телефонске апарате и делове апарата, поштанске предмете - жигове, торбе, вреће, трубе, касе. 

Првим правилником о раду ПТТ музеја регулисано је само прикупљање и чување предмета и грађе, а занемарена је функција сређивања и научна обрада збирки, као и њихово презентовање јавности.

ПТТ музеј се у прво време налазио у згради Министарства пошта и телеграфа у Делиградској улици број 49.
За смештај ПТТ музеја је 1928. године одређена свечана дворана зграде Министарства, a исте године Министарство је упутило распис пт дирекцијама са циљем да се прикупе подаци о свим предметима који могу бити интересантни и значајни за музеј. "У том циљу решено је да се прикупе сви предмети са подручја наше Краљевине, који спадају у делокруг поштанске, телеграфске и телефонске струке, а имају своју музејску вредност, тј. потичу из ранијих времена".
Од 1930. године фонд ПТТ музеја је био смештен на петом спрату новоизграђене зграде Министарства у Палмотићевој улици број 2.
Други распис упућен ПТТ установама за проналажење, прикупљање и достављање ретких и интересантних предмета за Поштански музеј потиче из 1940. године, када је донет нови Правилник о Поштанско-телеграфско-телефонском музеју. Тај правилник је проширио делатност музеја на све гране ПТТ службе, прописао научну систематизацију и обраду грађе, разграничење музејских збирки, издавање стручних публикација и организовање изложби.

У новом правилнику било је наведено седам збирки музеја: поштанска, телеграфска, телефонска, радио, филателистичка, збирка илустрација и слика и збирка књига и исправа, а правилник је, између осталог, по први пут уредио и питање стручног особља - кустоса, конзерватора, документариста.

У току 1941. године, фонд ПТТ музеја је због опасности од оштећења и губитка у ратним условима, спакован у сандуке и првобитно евакуисан у зграду поште у Горњем Милановцу, а после краћег времена враћен у Београд и депонован у трезор Поштанске штедионице, где је и остао до 1948. године.

Тако се догодило да је више од двадесет и пет година, упркос дугогодишњим иницијативама за организовање и рад музеја, које су пратили правилници и расписи за прикупљање предмета и грађе за ПТТ музеј, фонд остао затворен за јавност, музеолошки необрађен, а ПТТ музеј није постао јавна културна установа, отворена за посетиоце.

### Отварање за јавност
Значајно раздобље за ПТТ музеј представља период од 1950. године до отварања музеја за посетиоце 1958. године. У овом периоду приступило се систематском раду на прикупљању, сређивању, систематизацији и научној обради грађе из области поштанског, телеграфског и телефонског саобраћаја. Сакупљена су документа и уређаји који су били део мањих музејских збирки у седиштима предузећа, као и предмети и апарати који су коришћени у поштанским јединицама.

Крајем 1953. године формиран је Одбор ПТТ музеја Главне дирекције пошта. Задатак Одбора био је да одреди тематску структуру музеја, разради шематску основу распореда музеалија у изложбеном простору и одобри пројекат адаптације простора у приземљу зграде у Палмотићевој број 2, који је изабран за прву поставку музеја.

ПТТ музеј је свечано отворен 14. јуна 1958. године, са поставком која је остварена у складу са тадашњим најсавременијим концептима презентације музеалија. Ентеријер музеја пројектовао је архитекта Слободан Васиљевић.

## Реконструкција музејског простора
Схватајући значај музеја као институције, ЈП ПТТ саобраћаја "Србија" је, 2010. године, приступило изради и реализацији пројекта реконструкције музеја, први пут после педесет две године. Реконструкција музеја завршена је у априлу 2011. године. Пројекат реконструкције обухватио је простор од хиљаду две стотине метара квадратних, односно целокупан изложбени простор музеја, депое за чување експоната и библиотеку музеја. Истовремено су рађене припреме за израду нове сталне поставке, друге по реду од оснивања музеја.

### Нова поставка музеја
Поставка "Тачка спајања" свечано је отворена за посетиоце на Дан Поште Србије, 7. јуна 2013. године.
Поставка је подељена у пет целина које, пратећи хронолошки развој поштанског саобраћаја и телекомуникација у Србији, прате и развој Србије као државе паралелно са дешавањима из тих области у свету.

Кроз историју поштанског саобраћаја, апарата који су коришћени, начина транспорта поштанских пошиљака, закона који су доношени и кроз преглед увођења нових поштанских технологија, може се пратити на који начин и колико брзо и успешно се наша пошта укључивала у европске и светске токове и на који начин је њен развој утицао на функционисање државе и приватни живот корисника поште.

## Збирке

### Поштанска збирка
Поштанска збирка садржи предмете који су коришћени у поштанском саобраћају: ваге, клешта, торбе, трубе, машине за франкирање, писаће машине, поштанске вреће, поштанске ковчежиће, касе, мастионице, поштанске жигове, печатњаке, сандучиће, натписне поштанске табле, униформе, значке и амблеме за капе и униформе.

У оквиру Поштанске збирке је и оригинална дилижанса из 19. века, која је саобраћала на подручју Истре, а која је поклон Јосипа Броза Тита музеју, поводом отварања 1958. године.
- Дилижанса
- Писаћа машина Империјал
- Поштанска труба
- Реплика униформе из 19. века
- Личне ствари Ристе Прендића

### Техничка збирка
Техничку збирку ПТТ музеја чине апарати из области телекомуникација, односно телеграфског, телефонског, радио-телеграфског, радио-телефонског саобраћаја и рачунари.

Као најзначајније међу експонатима Техничке збирке издвајамо: Морзеове, Бодоове и Хјузове телеграфске апарате, белинограф (телефотографски апарат за пренос слике), разне типове телепринтера, од најстаријих генерација до новијих типова уређаја, велики број телефонских централа и телефонских апарата: индукторске, са централном батеријом, аутоматске, бежичне и мобилне телефоне, разне врсте изолатора и значајан број електричних цеви, лампи и каблова.
- Морзеов телеграф
- Едисофон-диктафон
- Хјузов телеграф
- Белинограф Едуарда Белина
- Телефон Ериксон
- Телепринтер Сименс

### Филателистичка збирка
У Филателистичкој збирци ПТТ музеја налазе се колекције домаћих и страних поштанских марака. 

После пуштања у оптицај прве поштанске марке, 1840. године у Енглеској и остале државе су увеле поштанску марку као вредносницу, а поштанске управе почеле су, постепено, да придају велику пажњу ликовном и графичком обликовању поштанских марака као и избору тема и мотива на њима. Поштанска марка је постала национално обележје једне државе и средство преко којег се презентују успеси и достигнућа у области културе, науке, уметности, спорта, као и информације о историјским догађајима и природним лепотама једне земље.

Збирка домаћих издања садржи поштанске марке из доба Кнежевине и Краљевине Србије, Краљевине Срба, Хрвата и Словенаца, Краљевине Југославије, ДФЈ, ФНРЈ, СФРЈ, СРЈ, СЦГ и РС. У збирци се налазе поштанске марке од прве штампане марке из 1866. године до данас и збирка се редовно допуњује. У оквиру збирке се налазе и нацрти и идејна решења наших познатих ликовних уметника, као и клишеи, матрице, пробни отисци, ревизије и макулатуре.

Редовне и пригодне поштанске марке страних земаља које чине другу колекцију ове значајне збирке, добијане су разменом са земљама чланицама Светског поштанског савеза.

Светски поштански савез (СПС) основан је 1874. године, као међународна организација која координира поштанска правила и понашање између земаља чланица и функционисање читавог светског поштанског система. Једна од држава оснивача била је и Кнежевина Србија. Први албуми са страним поштанским маркама набављени су путем размене између земаља чланица Светског поштанског савеза. Ова колекција редовно се допуњује и билатералном разменом са другим земљама.
- Прва редовна поштанска марка
- Поштанска марка посвећена Доситеју Обрадовићу
- Поштанска марка поводом мото трке у Београду 1939.
- Прва новинска поштанска марка
- Поштанска марка Србија

### Збирка поштанских жигова
Збирка поштанских жигова садржи преко девет хиљада жигова, печата и штамбиља. У поштанском промету користи се више врста поштанских жигова, али су међу најзанимљивијим пригодни поштански жигови којима се обележавају разни културни, историјски, политички или верски догађаји и јубилеји. Пригодни жиг је жиг места и датума са цртежом, симболом или пригодним текстом, а користи се само у одређеној пошти у одређеном временском периоду.

## Фототека музеја
Фототека музеја садржи преко петнаест хиљада различитих фотографија: полазника поштанских школа и телеграфских курсева, поштанских зграда и колектива, конгреса Светског поштанског савеза, фотографије са отварања тематских изложби музеја и многе друге.
- Ауто гаража Поште
- Достављач телеграма
- Панта Михајловић
- Риста Прендић
- Зграда телефонске централе

## Библиотека ПТТ музеја
Библиотека ПТТ музеја основана је 1958. године и располаже фондом од преко осамнаест хиљада стручних монографских и серијских публикација. Фонд претежно чини стручна литература из области ПТТ саобраћаја, технолошки правилници, упутства, дела из историје поште, телеграфије и телефоније, књиге и каталози из области филателије, велики број новина и часописа, као и сва посебна издања музеја, пре свега ПТТ Архив. 

Основу фонда чине библиотечке јединице некадашње библиотеке Министарства пошта и телеграфа, односно Опште библиотеке Генералне дирекције пошта. 

Најстарије издање у фонду библиотеке је "Сербски секретар" из 1802. године. Библиотека поседује и велики број телефонских именика, од којих је најстарији "Списак телефонских претплатника" из 1912. године.

## Архив ПТТ музеја
Архив ПТТ музеја садржи преко петнаест хиљада докумената који се односе на историју ПТТ саобраћаја и документа која се односе на оснивање и рад ПТТ музеја. Значајни део фонда чине оригинална службена и приватна писма из 18. и 19. века, из области које је касније обухватала Југославија. На писмима су отиснути оригинални поштански, царински, карантински и цензорски жигови.

Архив садржи велики број значајних оригиналних докумената попут "Устројенија поштанског заведенија", првог законског акта о уређењу поште из 1843. године, писма кнеза Милоша из 1841. године, писма Вука Караџића, итд. У архиву је и различита документација везана за поштански саобраћај: дневник примљених телеграма, пакетни листови, обавештења главној благајни, обрасци телеграма, пријемница и упутница, признанице, потражнице, рекламације, дописне карте, укази о постављењу, дијаграми телеграфског саобраћаја, нацрти поштанских зграда, инспекционе књиге пошта на територији Југославије, као и лична документа, рукописи, легитимације и путне дозволе.
- Новогодишња честитка из 1921. године
- Пасош Ристе Прендића
- Уверење о постављењу
- Закон из 1881. године
- Закон из 1889. године